# Regionalny Ośrodek Kultury w Bielsku-Białej
Regionalny Ośrodek Kultury w Bielsku-Białej – instytucja kultury Województwa Śląskiego. Jej siedziba mieści się w Bielsku-Białej przy ul. 1 Maja 8.

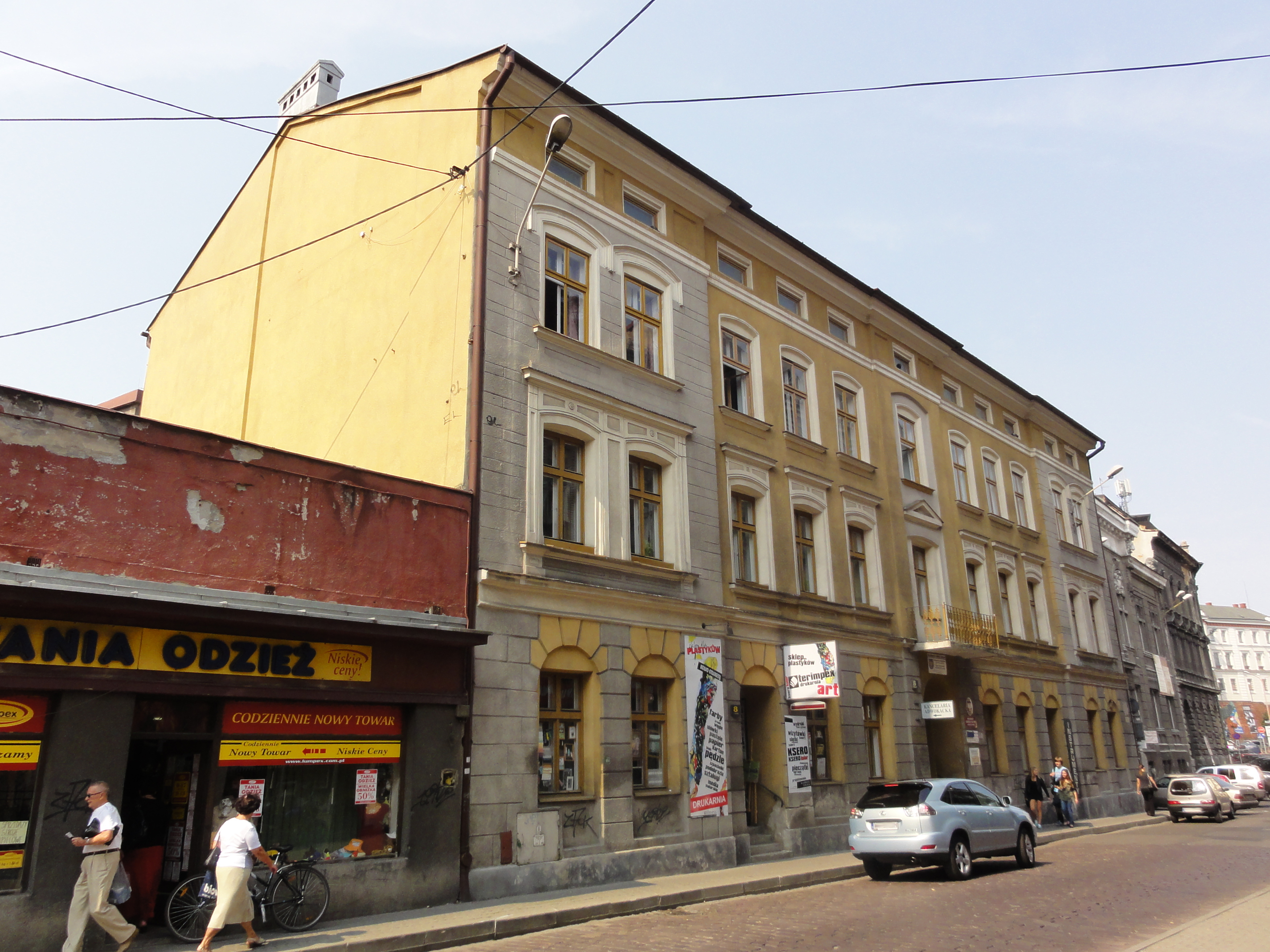
Siedziba Regionalnego Ośrodka Kultury w Bielsku-Białej

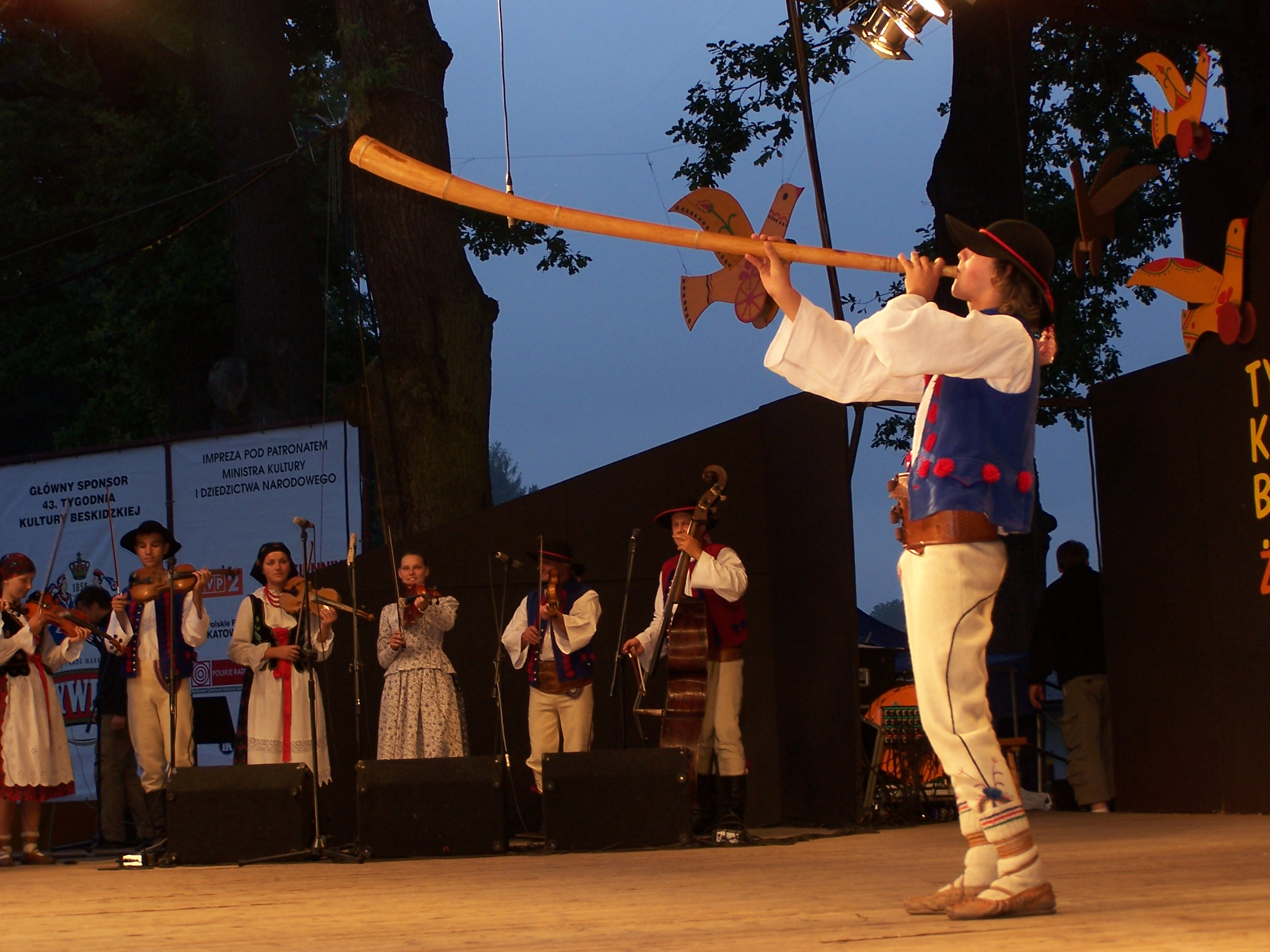
Występy w ramach 43. Tygodnia Kultury Beskidzkiej (2006)

Ośrodek powstał w 1975 roku jako Wojewódzki Dom Kultury. Nazwę tę nosił do 1989 roku, kiedy to przekształcono go w Wojewódzki Ośrodek Kultury, natomiast od 2000 roku nosi obecną nazwę.
Zgodnie ze statutem, do zadań Ośrodka należy m.in. „ochrona tradycji i dziedzictwa kulturowego zwłaszcza w zakresie folkloru, sztuki ludowej oraz rękodzieła ludowego i artystycznego ze szczególnym uwzględnieniem beskidzkiego obszaru kulturowego”. Zadania te realizowane są poprzez następujące rodzaje działalności:
- organizację cyklicznych imprez kulturalnych, w tym m.in.:
  - Tydzień Kultury Beskidzkiej wraz z gminami: Żywiec, Wisła, Ustroń, Szczyrk, Oświęcim i Maków Podhalański,
  - Przegląd Zespołów Kolędniczych i Obrzędowych Żywieckie Gody wraz z gminami: Żywiec i Milówka,
  - Wojewódzki Przegląd Dziecięcych Zespołów Folklorystycznych w Wiśle,
  - Wojewódzki Przeglądu Wiejskich Zespołów Artystycznych w Brennej,
  - Międzynarodowy Konkurs Chórów „Gaude Cantem” w Oświęcimiu,
  - Konkurs na Palmy Wielkanocne w Gilowicach
  - konkursy i przeglądy folklorystyczne, recytatorskie i teatralne,
- działalność wydawniczą: 
  - kwartalnik „Relacje-Interpretacje”,
  - rocznik „Kalendarz Kulturalny Województwa Śląskiego”,
  - wydawnictwa książkowe, katalogi, foldery,
- działalność edukacyjną - organizacja szkoleń i warsztatów,
- działalność wystawienniczą (wystawy czasowe) w ramach Galerii Sztuki,
- prowadzenie Beskidzkiego Centrum Zabawkarstwa Ludowego oraz Beskidzkiej Szkołę Folkloru,
- redakcję i administrowanie portali internetowych o tematyce regionalnej oraz folklorystycznej.

Za swą działalność bielski Ośrodek został uhonorowany m.in.:
- Dyplomem Honorowym Ministra Kultury i Sztuki (dwukrotnie: 1988, 1993),
- Nagrodą im. Oskara Kolberga (1999),
- Odznaką Honorowa Polskiego Związku Chórów i Orkiestr (2008)
- Odznaką Honorową Za Zasługi dla Województwa Śląskiego (2009),